# Ekstraklasa 2010/11
De Ekstraklasa 2010/11 was het 77ste voetbalseizoen op het hoogste niveau van Polen. Er namen zestien clubteams aan deel waarbij elk team 30 wedstrijden moet spelen.

## Teams
| Team                  | Plaats    | Stadion                   | Capaciteit |
| --------------------- | --------- | ------------------------- | ---------- |
| Arka Gdynia           | Gdynia    | GOSiR Stadion             | 15,139     |
| Cracovia Kraków       | Krakau    | Cracovia Stadion          | 15,016     |
| GKS Bełchatów         | Bełchatów | GKS Stadion               | 5,238      |
| Górnik Zabrze         | Zabrze    | Ernest Pohl Stadion       | 13,000     |
| Jagiellonia Białystok | Białystok | Municipal Arena           | 6,000      |
| Korona Kielce         | Kielce    | Arena Kielce              | 15,550     |
| Lech Poznań           | Poznań    | Stadion Miejski           | 43,098     |
| Lechia Gdańsk         | Gdańsk    | PGE Arena Gdańsk          | 11,811     |
| Legia Warschau        | Warschau  | Stadion Wojska Polskiego  | 31,800     |
| Polonia Bytom         | Bytom     | Edward Szymkowiak Stadion | 6,000      |
| Polonia Warschau      | Warschau  | Polonia Stadion           | 7,150      |
| Ruch Chorzów          | Chorzów   | Ruch Stadion              | 10,000     |
| Śląsk Wrocław         | Wrocław   | Oporowska Stadion         | 8,346      |
| Widzew Łódź           | Łódź      | Stadion Widzewa           | 10,500     |
| Wisła Kraków          | Krakau    | Henryk Reymanstadion      | 20,346     |
| Zagłębie Lubin        | Lubin     | Dialog Arena              | 16,300     |

## Eindstand
| №  | Club                  | WG | W  | G  | V  | DV | DT | +/– | Punten |
| -- | --------------------- | -- | -- | -- | -- | -- | -- | --- | ------ |
|    | Wisła Kraków          | 30 | 17 | 5  | 8  | 44 | 29 | +15 | 56     |
| 2  | Śląsk Wrocław         | 30 | 13 | 10 | 7  | 46 | 34 | +12 | 49     |
| 3  | Legia Warszawa        | 30 | 15 | 4  | 11 | 45 | 38 | +7  | 49     |
| 4  | Jagiellonia Białystok | 30 | 14 | 6  | 10 | 38 | 32 | +6  | 48     |
| 5  | Lech Poznań           | 30 | 13 | 6  | 11 | 37 | 23 | +14 | 45     |
| 6  | Górnik Zabrze         | 30 | 13 | 6  | 11 | 36 | 40 | –4  | 45     |
| 7  | Polonia Warszawa      | 30 | 12 | 8  | 10 | 41 | 26 | +15 | 44     |
| 8  | Widzew Łódź           | 30 | 11 | 10 | 9  | 41 | 34 | +7  | 43     |
| 9  | Lechia Gdańsk         | 30 | 12 | 7  | 11 | 37 | 36 | +1  | 43     |
| 10 | GKS Bełchatów         | 30 | 10 | 10 | 10 | 31 | 33 | –2  | 40     |
| 11 | Zagłębie Lubin        | 30 | 10 | 9  | 11 | 31 | 38 | –7  | 39     |
| 12 | Ruch Chorzów          | 30 | 10 | 8  | 12 | 29 | 32 | –3  | 38     |
| 13 | Korona Kielce         | 30 | 10 | 7  | 13 | 34 | 48 | –14 | 37     |
| 14 | Cracovia Kraków       | 30 | 8  | 5  | 17 | 37 | 47 | –10 | 29     |
| 15 | Arka Gdynia           | 30 | 6  | 10 | 14 | 22 | 43 | –21 | 28     |
| 16 | Polonia Bytom         | 30 | 6  | 9  | 15 | 29 | 45 | –16 | 27     |

## Statistieken

### Topscorers
- In onderstaand overzicht zijn alleen de spelers opgenomen met tien of meer treffers achter hun naam.

| № | Speler             | Club                  | Goals | Pen. | Duels | Gem |
| - | ------------------ | --------------------- | ----- | ---- | ----- | --- |
| 1 | Tomasz Frankowski  | Jagiellonia Białystok | 14    | 2    |       |     |
| 2 | Andrzej Niedzielan | Korona Kielce         | 12    | 1    |       |     |
| 3 | Abdou Traoré       | Lechia Gdańsk         | 12    | 4    |       |     |
| 4 | Artjoms Rudņevs    | Lech Poznań           | 11    | 1    |       |     |
| 5 | Miroslav Radović   | Legia Warszawa        | 10    | 0    |       |     |
| 6 | Darvydas Šernas    | Widzew Łódź           | 10    | 2    |       |     |